# Deutsche Leichtathletik-Meisterschaften 1980
Die 80. Deutschen Leichtathletik-Meisterschaften wurden vom 15. bis 17. August 1980 in Hannover im Niedersachsenstadion ausgetragen und fanden somit nach den Olympischen Spielen in Moskau statt, an denen die Athleten aus der Bundesrepublik Deutschland wegen des Olympiaboykotts nicht teilnehmen durften.

## Wettbewerbsprogramm
Erstmals stand auch das Gehen für Frauen auf dem Meisterschaftsprogramm. Es wurde über die Streckenlänge von 5 km in Achern-Önsbach ausgetragen.

## Ausgelagerte Disziplinen
Wie in den Jahren zuvor wurden weitere Meisterschaftstitel an verschiedenen anderen Orten vergeben, in der folgenden Auflistung in chronologischer Reihenfolge benannt.
- Crossläufe – Mainz, 23. Februar mit Einzel- / Mannschaftswertungen für Frauen und Männer auf jeweils zwei Streckenlängen (Mittel- / Langstrecke)
- Marathonlauf – Waldkraiburg, 15. Mai mit Einzel- / Mannschaftswertungen für Frauen und Männer[2]
- 25-km-Straßenlauf – Berlin, 19. April mit Einzelwertungen für Frauen und Männer sowie einer Mannschaftswertung für Männer
- 10.000 m der Männer sowie 3000 m und 400 m Hürden der Frauen – Göttingen, 23. Mai
- Mehrkämpfe (Frauen: Fünfkampf / (Männer: Zehnkampf)) – Lage, 6./7. September im Rahmen eines Länderkampfes gegen die Sowjetunion mit Einzel- und Mannschaftswertungen
- Langstaffeln, Frauen: 3 × 800 m / Männer: 4 × 800 m und 4 × 1500 m – Ludwigshafen, 13. September
- 5-km Gehen (Frauen) / 50-km-Gehen (Männer) – Achern-Önsbach, 21. September mit Einzelwertungen für Frauen und Männer sowie einer Mannschaftswertung für Männer

## Rekorde
Es gab einen bundesdeutschen Rekord (BR) sowie einen bundesdeutschen Rekord für Vereinsstaffeln (BRV):
- 5 km Gehen: 24:47,4 min – Monika Glöckler (Post Jahn Freiburg)
- 4 × 400 m: 3:32,56 min – LG Bayer Leverkusen (Christina Sussiek, Erika Weinstein, Petra Kleinbrahm, Elke Decker)

## Medaillengewinner Männer
Die folgende Übersicht fasst die Medaillengewinner und -gewinnerinnen zusammen. Eine ausführlichere Übersicht mit den jeweils ersten acht in den einzelnen Disziplinen findet sich unter dem Link Deutsche Leichtathletik-Meisterschaften 1980/Resultate.
| Disziplin                                   | Gold                                                                                | Leistung        | Silber                                                                                      | Leistung        | Bronze                                                                             | Leistung        |
| ------------------------------------------- | ----------------------------------------------------------------------------------- | --------------- | ------------------------------------------------------------------------------------------- | --------------- | ---------------------------------------------------------------------------------- | --------------- |
| 100 m (Wind: −0,01)                         | Christian Haas (LAC Quelle Fürth)                                                   | 10,25 s00       | Werner Zaske (SV Saar 05 Saarbrücken)                                                       | 10,55 s00       | Bernd Sattler (SV Salamander Kornwestheim)                                         | 10,62 s00       |
| 200 m (Wind: −1,03)                         | Christian Haas (LAC Quelle Fürth)                                                   | 20,80 s00       | Franz-Peter Hofmeister (LG Bayer Leverkusen)                                                | 21,11 s00       | Erwin Skamrahl (Post-SV Hannover)                                                  | 21,13 s00       |
| 400 m                                       | Erwin Skamrahl (Post-SV Hannover)                                                   | 45,80 s00       | Hartmut Weber (OSC Thier Dortmund)                                                          | 46,25 s00       | Franz-Peter Hofmeister (LG Bayer Leverkusen)                                       | 46,34 s00       |
| 800 m                                       | Willi Wülbeck (TV Wattenscheid)                                                     | 1:48,41 min     | Hans-Peter Ferner (MTV Ingolstadt)                                                          | 1:48,80 min     | Thomas Wilking (OSC Thier Dortmund)                                                | 1:49,12 min     |
| 1500 m                                      | Thomas Wessinghage (USC Mainz)                                                      | 3:39,66 min     | Harald Hudak (LG Bayer Leverkusen)                                                          | 3:39,84 min     | Uwe Becker (VfL Wolfsburg)                                                         | 3:40,42 min     |
| 5000 m                                      | Karl Fleschen (LG Bayer Leverkusen)                                                 | 13:45,20 min    | Christoph Herle (LAC Quelle Fürth)                                                          | 13:46,89 min    | Klaus-Peter Hildenbrand (USC Mainz)                                                | 13:47,20 min    |
| 10.000 m                                    | Karl Fleschen (LG Bayer Leverkusen)                                                 | 28:19,9 min0    | Klaus-Peter Hildenbrand (USC Mainz)                                                         | 28:20,8 min0    | Hans-Jürgen Orthmann (VfL Wehbach)                                                 | 28:23,7 min0    |
| 25-km-Straßenlauf                           | Hans-Jürgen Orthmann (VfL Wehbach)                                                  | 1:19:23 h00000  | Jochen Schirmer (LG Jägermeister Bonn-Troisdorf)                                            | 1:19:24 h00000  | Reinhard Leibold (LAC Quelle Fürth)                                                | 1:19:24 h00000  |
| 25-km-Straßenlauf, Mannschaftswertung       | LAC Quelle FürthReinhard Leibold Edmundo Warnke Hans-Otto Schirmer                  | 4:03:07 h00000  | LG Gut-Heil Neumünster / TSV KronshagenRüdiger Gruber Bernd-Joachim Deters Roland Szymaniak | 4:07:41 h00000  | LLC Marathon RegensburgAnton Gorbunow Ludwig-Mario Niedermeier Alfredo Blasel      | 4:12:52 h00000  |
| Marathon                                    | Ralf Salzmann (LG Frankfurt)                                                        | 2:16:22 h00000  | Michael Spöttel (LG Kreis Verden)                                                           | 2:17:18 h00000  | Edmundo Warnke (LAC Quelle Fürth)                                                  | 2:17:50 h00000  |
| Marathon, Mannschaftswertung                | LAC Quelle FürthEdmundo Warnke Hans-Otto Schirmer Reinhard Leibold                  | 7:00:00 h00000  | LG Gut-Heil Neumünster / TSV KronshagenRüdiger Grube Roland Szymaniak Bernd-Joachim Deters  | 7:17:10 h00000  | LG FrankfurtRalf Salzmann Markus Butters Andreas Jost                              | 7:09:08 h00000  |
| 110 m Hürden (Wind: −0,72)                  | Dieter Gebhard (SV Salamander Kornwestheim)                                         | 14,02 s00       | Hans-Gerd Klein (LG Bayer Leverkusen)                                                       | 14,04 s00       | Wolfgang Muders (LG Bayer Leverkusen)                                              | 14,12 s00       |
| 400 m Hürden                                | Harald Schmid (TV Gelnhausen)                                                       | 48,05 s00       | Bernd Herrmann (LG Bayer Leverkusen)                                                        | 49,74 s00       | Martin Bürkle (LG Ortenau-Nord)                                                    | 50,72 s00       |
| 3000 m Hindernis                            | Patriz Ilg (LAC Quelle Fürth)                                                       | 8:30,60 min     | Emmerich Huber (TSV 1860 München)                                                           | 8:32,80 min     | Manfred Schoeneberg (OSC Thier Dortmund)                                           | 8:33,10 min     |
| 4 × 100 m Staffel                           | SV Salamander KornwestheimBruno Werner Dieter Gebhard Bernd Sattler Peter Klein     | 39,49 s00       | LAC Quelle FürthReinhold Schlierf Christian Haas Karlheinz Weisenseel Richard Luxenburger   | 39,55 s00       | TV Wattenscheid 01Peter Volmer Udo Thiel Theo Düttmann Winfried Klepsch            | 40,28 s00       |
| 4 × 400 m Staffel                           | LG Bayer LeverkusenGünter Karge Edelbert Parr Franz-Peter Hofmeister Bernd Herrmann | 3:06,07 min     | VfB StuttgartMax Eisele Michael Friese Ulrich Heinle Martin Weppler                         | 3:06,09 min     | OSC Thier DortmundMichael Jopp Ralf Oehmen Thomas Wilking Hartmut Weber            | 3:08,19 min     |
| 4 × 800 m Staffel                           | LG Bayer LeverkusenJürgen Thiel Rüdiger Möhler Dieter Riebe Harald Hudak            | 7:22,29 min     | MTV IngolstadtArmin Steller Herbert Stark Hans Lang Hans-Peter Ferner                       | 7:23,44 min     | LG Jägermeister Bonn-TroisdorfBernhard Gatzke Ralf Stewing Schmitz Rudolf Brückner | 7:27,01 min     |
| 4 × 1500 m Staffel                          | LG Bayer LeverkusenWilfried Paulitschke Peter Belger Karl Fleschen Harald Hudak     | 15:30,55 min    | VfL WolfsburgAxel Diedrich Ulrich Parthier Uwe Baunack Uwe Becker                           | 15:30,74 min    | LAC Quelle FürthHans-Joachim Woigk Christoph Herle Patriz Ilg Klaus-Peter Nabein   | 15:30,97 min    |
| 20-km-Gehen                                 | Heinrich Schubert (Eintracht Bad Kreuznach)                                         | 1:31:40,1 h000  | Karl Degener (VfL Wolfsburg)                                                                | 1:32:24,8 h000  | Gerhard Weidner (TSV Salzgitter)                                                   | 1:33:52,4 h000  |
| 20-km-Gehen, Mannschaftswertung             | Eintracht Bad KreuznachJürgen Kauer Heinrich Schubert Rainer Tryankowski            | 4:50:09,0 h000  | LAC Quelle FürthHans Binder Robert Mildenberger Wolfgang Wiedemann                          | 4:51:02,4 h000  | VfL WolfsburgKarl Degener Jürgen Meyer Mario Kerber                                | 4:51:45,9 h000  |
| 50 km Gehen                                 | Heinrich Schubert (Eintracht Bad Kreuznach)                                         | 4:07:02 h00000  | Hans Binder (LAC Quelle Fürth)                                                              | 4:08:04 h00000  | Gerhard Weidner (TSV Salzgitter)                                                   | 4:10:58 h00000  |
| 50 km Gehen, Mannschaftswertung             | LAC Quelle FürthHans Binder Alfons Schwarz Robert Mildenberger                      | 12:51:54 h00000 | VfL WolfsburgKarl Degener Jürgen Meyer Michael Ritter                                       | 13:12:19 h00000 | Eintracht Bad KreuznachHeinrich Schubert Jürgen Kauer Gerd Birnstock               | 13:33:47 h00000 |
| Hochsprung                                  | Dietmar Mögenburg (LG Bayer Leverkusen)                                             | 2,33 m          | Gerd Nagel (LG Frankfurt)                                                                   | 2,30 m          | Andre Schneider (TV Wattenscheid 01)                                               | 2,24 m          |
| Stabhochsprung                              | Günther Lohre (SV Salamander Kornwestheim)                                          | 5,35 m          | Gerald Heinrich (USC Mainz)                                                                 | 5,25 m          | Jürgen Winkler (LG Jägermeister Bonn-Troisdorf)                                    | 5,20 m          |
| Weitsprung                                  | Jens Knipphals (VfL Wolfsburg)                                                      | 8,01 m          | Joachim Busse (ASV Köln)                                                                    | 7,84 m          | Jochen Verschl (VfB Stuttgart)                                                     | 7,73 m          |
| Dreisprung                                  | Klaus Kübler (SV Salamander Kornwestheim)                                           | 16,40 m         | Douglas Henderson (Eintracht Frankfurt)                                                     | 16,36 m         | Wolfram Walther (Eintracht Frankfurt)                                              | 16,32 m         |
| Kugelstoßen                                 | Ralf Reichenbach (LG Süd Berlin)                                                    | 20,05 m         | Norbert Dreifürst (LG Jägermeister Bonn-Troisdorf)                                          | 18,61 m         | Joachim Krug (ASV Köln)                                                            | 18,51 m         |
| Diskuswurf                                  | Rolf Danneberg (LG Wedel-Pinneberg)                                                 | 60,20 m         | Peter Schulze (USC Mainz)                                                                   | 56,74 m         | Thomas Berlep (LG Frankfurt)                                                       | 56,40 m         |
| Hammerwurf                                  | Karl-Hans Riehm (TV Wattenscheid 01)                                                | 77,80 m         | Manfred Hüning (LAZ bellanett Rhede)                                                        | 76,08 m         | Klaus Ploghaus (ASC Darmstadt)                                                     | 75,66 m         |
| Speerwurf                                   | Michael Wessing (TV Wattenscheid 01)                                                | 83,94 m         | Helmut Schreiber (USC Heidelberg)                                                           | 83,86 m         | Klaus Tafelmeier (LG Bayer Leverkusen)                                             | 80,30 m         |
| Zehnkampf, 1965er W. 2. Zeile: 1985er Wert. | Guido Kratschmer (USC Mainz)                                                        | 8142 P (8175 P) | Jens Schulze (USC Mainz)                                                                    | 7893 P (7820 P) | Rudolf Brumund (LG Bayer Leverkusen)                                               | 7721 P (7664 P) |
| Zehnkampf, Mannschaftswertung               | USC MainzGuido Kratschmer Jens Schulze Thomas Kohlbacher                            | 23.378 P        | LG Bayer LeverkusenRudolf Brumund Claus Marek Dieter Leyckes                                | 22.746 P        | TSV 1860 MünchenHerbert Peter Jörg Lorenz Franz Mayr                               | 22.350 P        |
| Crosslauf Mittelstrecke – 6005 m            | Hans-Jürgen Orthmann (VfL Wehbach)                                                  | 20:40,0 min0    | Manfred Schoeneberg (OSC Thier Dortmund)                                                    | 20:45,7 min0    | Andreas Weniger (TSV 1860 München)                                                 | 20:51,3 min0    |
| Crosslauf Mittelstrecke, Mannschaftswertung | TSV 1860 MünchenAndreas Weniger Josef Lechner Sylvester Huber                       | Pl.-Ziff. 31    | TV Wattenscheid 01Willi Wülbeck Peter Spahn Anton Kirschbaum                                | Pl.-Ziff. 43    | TuS Rot-Weiß KoblenzFranz-Josef Weihrauch Christian Collisy Winfried Diederichs    | Pl.-Ziff. 45    |
| Crosslauf Langstrecke – 11.845 m            | Christoph Herle (LAC Quelle Fürth)                                                  | 40:45,2 min0    | Ralf Salzmann (LG Frankfurt)                                                                | 41:19,0 min0    | Michael Karst (USC Mainz)                                                          | 41:19,9 min0    |
| Crosslauf Langstrecke, Mannschaftswertung   | LAC Quelle FürthChristoph Herle Edmundo Warnke Günter Zahn                          | Pl.-Ziff. 21    | LG Bayer LeverkusenWilhelm Jungbluth Friebe Peter Decker                                    | Pl.-Ziff. 44    | LG FrankfurtRalf Salzmann Andreas Jost Markus Butters                              | Pl.-Ziff. 66    |

## Medaillengewinnerinnen, Frauen
| Disziplin                                   | Gold                                                                                          | Leistung           | Silber                                                                                    | Leistung        | Bronze                                                                                    | Leistung        |
| ------------------------------------------- | --------------------------------------------------------------------------------------------- | ------------------ | ----------------------------------------------------------------------------------------- | --------------- | ----------------------------------------------------------------------------------------- | --------------- |
| 100 m (Wind: +2,42)                         | Annegret Richter geb. Irrgang (OSC Thier Dortmund)                                            | 11,51 s000000      | Christina Sussiek (LG Bayer Leverkusen)                                                   | 11,51 s00       | Ulrike Sommer (LAC Quelle Fürth)                                                          | 11,54 s00       |
| 200 m (Wind: −1,79)                         | Annegret Richter geb. Irrgang (OSC Thier Dortmund)                                            | 23,42 s000000      | Christina Sussiek (LG Bayer Leverkusen)                                                   | 23,42 s00       | Ulrike Sommer (LAC Quelle Fürth)                                                          | 23,65 s00       |
| 400 m                                       | Gaby Bußmann (ASV Köln)                                                                       | 51,90 s000000      | Elke Decker (LG Bayer Leverkusen)                                                         | 52,12 s00       | Dorothee Wosnitza (TK Hannover)                                                           | 53,66 s00       |
| 800 m                                       | Margrit Klinger (TV Obersuhl)                                                                 | 2:02,26 min0000    | Petra Kleinbrahm (LG Bayer Leverkusen)                                                    | 2:02,62 min     | Brigitte Koczelnik (LG Bayer Leverkusen)                                                  | 2:03,69 min     |
| 1500 m                                      | Elisabeth Schacht (ASV Köln)                                                                  | 4:14,39 min0000    | Vera Steiert (ASV Köln)                                                                   | 4:15,25 min     | Mathilde Heuing (LG Gütersloh)                                                            | 4:15,85 min     |
| 3000 m                                      | Birgit Friedmann (Eintracht Frankfurt)                                                        | 9:02,0 min00000    | Vera Steiert (ASV Köln)                                                                   | 9:17,8 min0     | Charlotte Teske geb. Bernhard (ASC Darmstadt)                                             | 9:20,8 min0     |
| 25-km-Straßenlauf                           | Christa Vahlensieck geb. Kofferschläger (Barmer TV Wuppertal)                                 | 1:32:37 h000000000 | Charlotte Teske geb. Bernhard (ASC Darmstadt)                                             | 1:33:53 h00000  | Heidi Hutterer (TG Landshut)                                                              | 1:04:08 h00000  |
| Marathon                                    | Christa Vahlensieck geb. Kofferschläger (Barmer TV Wuppertal)                                 | 2:36:47 h000000000 | Charlotte Teske geb. Bernhard (ASC Darmstadt)                                             | 2:38:04 h00000  | Monika Greschner (ASV Köln)                                                               | 2:48:10 h00000  |
| Marathon, Mannschaftswertung                | OSC HoechstUrsula Lauffs Edith Schneider Kerstin Neiser-Funke                                 | 9:40:49 h000000000 | LG Kreis VerdenKarin Krützfeld Helga Sievers Lieselotte Schultz                           | 10:10:54 h00000 | BSV Grün-Weiß FlürenChrista Telaak Eva-Maria Dahms Gisela Henschel                        | 10:28:31 h00000 |
| 100 m Hürden (Wind: +0,69)                  | Silvia Kempin geb. Käwel (LG Bayer Leverkusen)                                                | 13,26 s000000      | Edith Oker (VfB Stuttgart)                                                                | 13,35 s00       | Doris Baum (TK Grevenbroich)                                                              | 13,37 s00       |
| 400 m Hürden                                | Silvia Hollmann (OSC Thier Dortmund)                                                          | 58,61 s000000      | Simone Büngener (Sport-Union Annen)                                                       | 59,08 s00       | Susanne Anlauf (LG Ostsaar)                                                               | 59,35 s00       |
| 4 × 100 m Staffel                           | OSC Thier DortmundSabine Klösters Elke Vollmer Ute Finger Annegret Richter geb. Irrgang       | 44,18 s000000      | LG Bayer LeverkusenRita Meurer Silvia Kempin geb. Käwel Elvira Possekel Christina Sussiek | 45,00 s00       | LAV Bayer Uerdingen / DormagenBirgit Seiring Elke Barth Britta Knickenberg Susanne Kinder | 45,21 s00       |
| 4 × 400 m Staffel                           | LG Bayer Leverkusen IChristina Sussiek Erika Weinstein geb. Götz Petra Kleinbrahm Elke Decker | 3:32,56 min BRV    | LAV DüsseldorfAnne Griese Anka Zelgert Ute Eich Sabine Everts                             | 3:38,36 min     | LG Bayer Leverkusen IIClaudia Steger G. Losch Marie-Luise Bockelmann Christiane Brinkmann | 3:38,64 min     |
| 3 × 800 m Staffel                           | ASV KölnSabine Weiß Vera Steiert Brigitte Kraus                                               | 6:20,75 min0000    | Sport-Union AnnenBettina Büngener Simone Büngener Switgard Malzbender                     | 6:26,85 min     | LG OstsaarKarin Koch Susanne Anlauf Margit Weller                                         | 6:34,51 min     |
| 5 km Gehen                                  | Monika Glöckler (Post Jahn Freiburg)                                                          | 24:47,4 min BR00   | Regine Broders (TSG Concordia Schönkirchen)                                               | 25:29,2 min0    | Ingrid Adam (LAV Düsseldorf)                                                              | 25:56,2 min0    |
| Hochsprung                                  | Ulrike Meyfarth (LG Bayer Leverkusen)                                                         | 1,90 m             | Marlis Wilken (LG Wilhelmshaven)                                                          | 1,84 m          | Jasmin Fischer (LG Bayer Leverkusen)                                                      | 1,84 m          |
| Weitsprung                                  | Sabine Everts (LAV Düsseldorf)                                                                | 6,57 m             | Heike Schmidt (TV Voerde)                                                                 | 6,48 m          | Anke Weigt (LG Bayer Leverkusen)                                                          | 6,44 m          |
| Kugelstoßen                                 | Eva Wilms (LAC Quelle Fürth)                                                                  | 17,84 m            | Beatrix Philipp (LAC Quelle Fürth)                                                        | 17,10 m         | Jutta Weide (LG Baden-Baden)                                                              | 15,76 m         |
| Diskuswurf                                  | Ingra Manecke (LAC Quelle Fürth)                                                              | 58,00 m            | Eva Wilms (LAC Quelle Fürth)                                                              | 56,86 m         | Barbara Beuge (OSC Berlin)                                                                | 56,34 m         |
| Speerwurf                                   | Ingrid Thyssen (LG Bayer Leverkusen)                                                          | 64,04 m            | Eva Helmschmidt (LG Kappelberg)                                                           | 59,66 m         | Constanze Zahn (LG Bayer Leverkusen)                                                      | 55,08 m         |
| Fünfkampf, 1977er W. 2. Zeile: 1981er Wert. | Sabine Everts (LAV Düsseldorf)                                                                | 4656 P (4712 P)    | Ina Losch (LG Bayer Leverkusen)                                                           | 4436 P (4428 P) | Monika Krolkiewicz (LG Süd Berlin)                                                        | 4389 P (4324 P) |
| Fünfkampf, Mannschaftswertung               | LG WilhelmshavenMarita Gabriel Marlis Wilken Ruth Ballmann                                    | 11.821 P           | USC MainzBirgit Dressel K. Schmidt Fehres                                                 | 11.612 P        | LG Bayer LeverkusenIna Losch Christiane Brinkmann Christa Köhler                          | 11.136 P        |
| Crosslauf Mittelstrecke – 3660 m            | Ellen Wessinghage geb. Tittel (USC Mainz)                                                     | 14:30,2 min00000   | Mathilde Heuing (LG Gütersloh)                                                            | 14:39,1 min0    | Elisabeth Schacht (ASV Köln)                                                              | 14:51,6 min0    |
| Crosslauf Mittelstrecke, Mannschaftswertung | ASV KölnElisabeth Schacht Sabine Weiß Ursula Köther                                           | Pl.-Ziff. 27       | LG Jägermeister Bonn-TroisdorfIrene Pirang Elisabeth Schüler Regina Dietz                 | Pl.-Ziff. 34    | LG GüterslohMathilde Heuing Marie-Luise Ober Ingrid Henseler                              | Pl.-Ziff. 42    |
| Crosslauf Langstrecke – 6005 m              | Ellen Wessinghage geb. Tittel (USC Mainz)                                                     | 24:13,44 min0000   | Angelika Stephan (LAC Quelle Fürth)                                                       | 24:25,1 min0    | Vera Kemper (LG Bayer Leverkusen)                                                         | 24:30,3 min0    |
| Crosslauf Langstrecke, Mannschaftswertung   | ASC DarmstadtCharlotte Teske geb. Bernhard Barbara Will Döge                                  | Pl.-Ziff. 27       | LAC Quelle FürthAngelika Stephan Waltraud Fajeruzoff geb. Simolka Ute Gelhaar             | Pl.-Ziff. 53    | VfL WolfsburgBrigitte Jordan Ursula Miehe Renate Nowicki                                  | Pl.-Ziff. 61    |